# Izaline Calister
Izaline Calister (Curaçao, 9 de março de 1969) é uma cantora e compositora neerlandesa.
Nativa de Curaçao, aos 18 anos Calister mudou-se para Groninga, Países Baixos, onde estudou no Prins Claus Conservatorium.
Izaline Calister combina em suas música as influências Afro-caribenhos-Calipso com seu Papiamento nativo com Jazz, criando uma mistura única de música. Essas influências e características musicais consistem de ritmos, danças e cantares da ilha, da qual ela se adapta e compõe para acomodar seu próprio estilo.
Cantado em sua língua nativa, o Papiamento, Calister sente que como falante nativo de uma língua tão única, mas ainda não exposta amplamente à comunidade internacional, uma língua também de um grupo muito pequeno e seleto de usuários, é seu dever ser uma embaixadora do seu idioma.
Ela atualmente dá concertos e participa de festivais de música em todo o mundo, bem como realizados em Groninga.

## Prêmios
- Edison Award (2009)[1]